# Joan Henríquez
Joan Alexander Henríquez Contreras (* 24. April 1986 in Santiago de Chile) ist ein ehemaliger chilenischer Fußballspieler auf der Position des Mittelfeldspielers.

## Karriere
Joan Henríquez kam 2005 aus der Jugend- zur Profimannschaft vom CD Palestino. 2008 wechselte der Mittelfeldspieler zum CD O’Higgins. Während seiner Zeit beim Klub aus Rancagua wurde er an die Ligakonkurrenten Palestino, CD Cobresal sowie den Zweitligisten Deportes Copiapó verliehen. 2013 wechselte Henríquez nach Österreich zum Zweitligist First Vienna FC. Nach nur einem Ligaeinsatz kam er 2014 wieder nach Chile zurück und verbrachte seine beiden letzten Karrierejahre bei Deportes Iberia.